# Lurline (Schiff, 1933)
Die Lurline war ein 1933 in Dienst gestelltes Passagierschiff der US-amerikanischen Matson Lines. Das seit 1963 als Ellinis für die griechische Reederei Chandris eingesetzte Schiff erreichte eine Lebensdauer von über fünfzig Jahren und wurde 1987 in Taiwan abgewrackt.

## Geschichte

### Lurline
Die Lurline wurde von der Bethlehem Shipbuilding Corporation in Quincy gebaut und am 18. Juli 1932 vom Stapel gelassen. Sie war Teil einer als White Fleet bezeichneten Baureihe, der neben der kleineren und älteren Malolo noch die Schwesterschiffe Mariposa und Monterey angehörten, die ebenfalls ein hohes Dienstalter erreichten. Die Lurline wurde am 15. Januar 1933 in Dienst gestellt und fortan für den Liniendienst von San Francisco nach Honolulu eingesetzt. Zuvor absolvierte sie auf ihrer Jungfernfahrt eine einzelne Kreuzfahrt nach Neuseeland, Australien und Asien.
Am 7. Dezember 1941 befand sich die Lurline auf einer weiteren Überfahrt nach Honolulu, als Pearl Harbor von japanischen Flugzeugen angegriffen wurde. Das Schiff vollendete seine Reise unter Höchstgeschwindigkeit und wurde dort anschließend gemeinsam mit seinen Schwesterschiffen zu einem Truppentransporter umgebaut.
1946 kehrte die Lurline in den Besitz der Matson Lines zurück. Nach umfangreichen Umbau- und Renovierungsarbeiten wurde das Schiff am 15. April 1948 wieder auf seiner alten Strecke in Dienst gestellt. Ab 1950 wurde sie außerdem von der ebenfalls modernisierten Monterey ergänzt, die nun den Namen Matsonia trug. Am 3. Februar 1963 beendete die Lurline eine Überfahrt unplanmäßig in Los Angeles, da sie einen Maschinenschaden erlitten hatte. Matson beschloss daher, das dreißig Jahre alte Schiff zu verkaufen.

### Ellinis

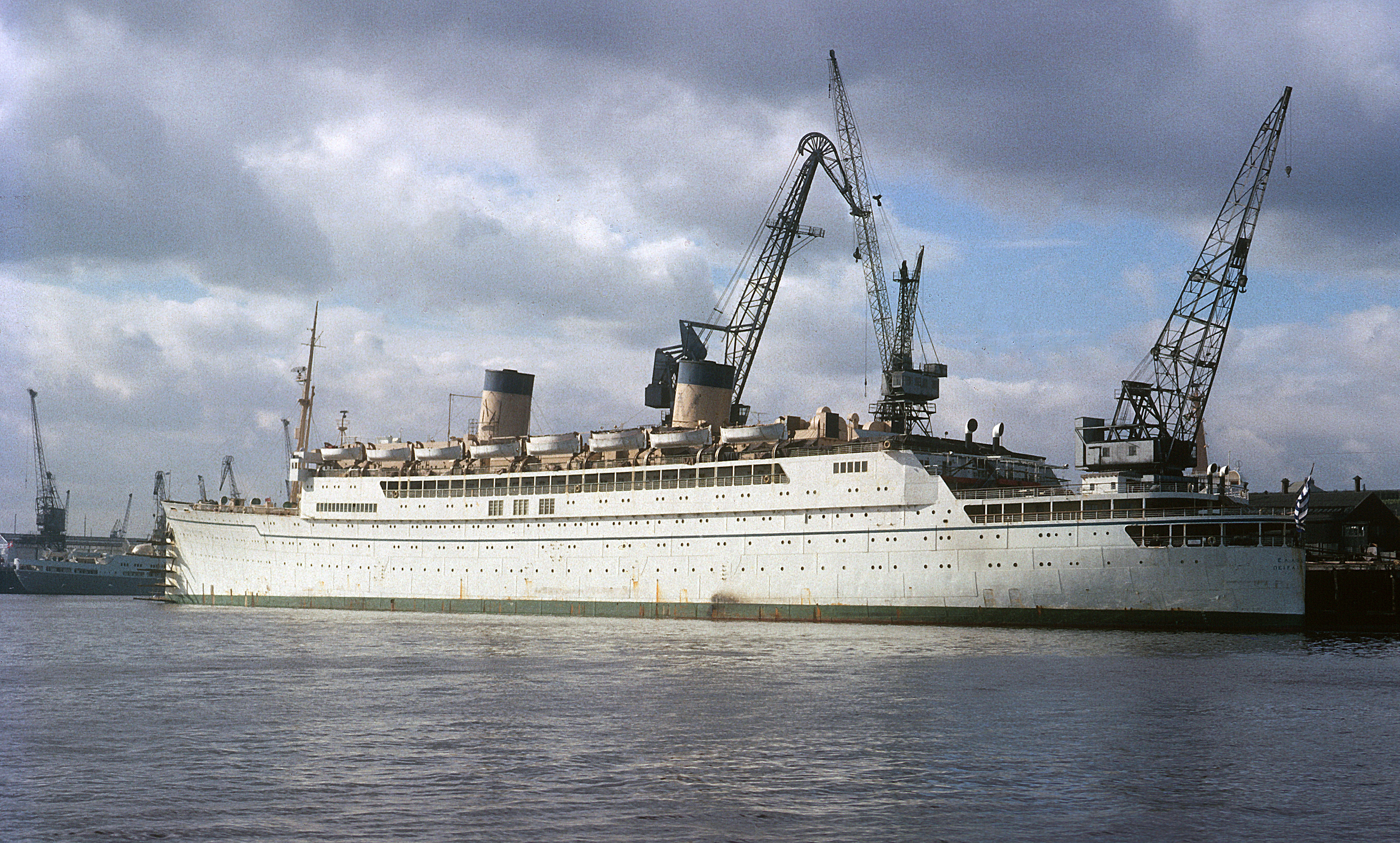
Als Ellinis in Newcastle, 1963

Neuer Eigner wurde die griechische Reederei Chandris, die es in Ellinis umbenannte und nach Umbauarbeiten am 30. Dezember 1963 auf der Linienstrecke von Piräus nach Sydney in Dienst stellte. Ab 1964 endeten die Rückfahrten des Schiffes in Southampton. Seit den späten 1960er-Jahren unternahm die Ellinis außerdem weltweit Kreuzfahrten.
Im April 1974 erlitt das Schiff während einer Kreuzfahrt vor Japan einen Maschinenschaden und musste die Fahrt abbrechen. Zur gleichen Zeit wurde das mittlerweile in Homeric umbenannte Schwesterschiff Mariposa in Taiwan verschrottet. Chandris kaufte daher eine der Maschinen von der Abbruchwerft und ließ sie in der Ellinis einbauen. Im März 1975 konnte das fortan ausschließlich für Kreuzfahrten im Mittelmeer stationierte Schiff wieder in Dienst gestellt werden.
Im Oktober 1981 beendete die Ellinis nach 48 Dienstjahren ihre letzte Kreuzfahrt und wurde anschließend in Griechenland aufgelegt. Pläne zur Reaktivierung oder zur Nutzung als Hotelschiff im Hafen von San Francisco wurden nie verwirklicht. Stattdessen brach das Schiff am 3. Dezember 1986 zur Überfahrt nach Taiwan auf, wo es abgewrackt werden sollte. Obwohl die Ellinis vor Singapur Schlagseite entwickelte, traf sie am 15. April in der Abbruchwerft von Kaohsiung ein, wo sie zerlegt wurde. Teile der Maschinenanlage gingen als Ersatzteile an das in Britanis umbenannte Schwesterschiff Monterey, das noch bis 1995 in Fahrt blieb.